# Michael Sahler
Michael Sahler (* 17. Oktober 1970) ist ein ehemaliger deutscher Fußballschiedsrichter.
Sahler ist Schiedsrichter für die FG 08 Mutterstadt und war von 1998 bis 2007 DFB-Schiedsrichter. Dabei leitete er von 2005 bis 2007 insgesamt 15 Spiele der 2. Bundesliga und war zwölfmal Schiedsrichterassistent bei Begegnungen der Bundesligasaison 2005/06.
Nach der aktiven Laufbahn als Schiedsrichter ist er als Beobachter tätig und wird in der 3. Liga eingesetzt. Darüber hinaus übt er die Funktion des Headcoaches in seinem Landesverband, dem Südwestdeutschen Fußballverband, aus. In seiner Verantwortung liegen Beobachtungswesen und Ausbildung. Zuvor war er Lehrwart der Schiedsrichtervereinigung Rhein-Pfalz.
Hauptberuflich ist Sahler Diplom-Betriebswirt und bei der BASF angestellt. Er lebt in Mutterstadt.